# Eoin Bourke
Eoin Bourke, auch Thomas Eugene Bourke, auch Burke (geboren 3. März 1939 in Dublin; gestorben 28. Dezember 2017 in Galway), war ein irischer Germanist und Übersetzer.

## Leben
Eoin Bourke wurde 1939 als zehntes Kind einer Arbeiterfamilie geboren. Sein Bruder Fergus Bourke (1934–2004) war Fotograf, der Bruder Brian Bourke (geboren 1936) ist Künstler. Bourke ging nach dem Abitur nach London und zog, als er die Beleidigungen durch die englische Polizei satt hatte („Paddy“), weiter nach Paris und München, wo er hängenblieb und sich von Vermietern und den Ausländerbehörden geschurigelt sah (Zwei Paddies entdecken Bayern, 1996). Er studierte Germanistik, Anglistik und Amerikanistik an der Münchener Universität und schlug sich mit verschiedenen Gelegenheitsarbeiten als Postbote, Übersetzer, Englischlehrer und freier Mitarbeiter beim Bayerischen Rundfunk durch. Er wurde 1977 mit einer Dissertation über Stilmittel bei E.T.A. Hoffmann, Lord Byron und Heinrich Heine promoviert. Gegen Ende der siebziger Jahre zog er mit seiner Frau, der Schriftstellerin Eva Bourke, und den drei Kindern von München nach Irland, als er eine Dozentenstelle, später Professorenstelle, für German studies an der National University of Ireland, Galway erhielt, und lebte seither in Galway. Bourke arbeitete in der Sprachvermittlung auch mit den Mitteln des Laientheaters.
Bourke schrieb regelmäßige Gegenbilder für die deutschsprachige Zeitschrift irland journal (ij). Er gab eine Anthologie von irischen Reiseberichten Deutscher heraus, die er ins Englische übersetzte. Von Christoph Ransmayr übertrug er Erzählungen ins Englische. Seine Arbeit über den Anschluss Österreichs, die er im Jahr 2000 veröffentlichte, fand die öffentliche Kritik durch den österreichischen Botschafter in Dublin Paul Leifer. Zu seiner Emeritierung erhielt er 2004 eine Festschrift. 
Ein Sohn ist der 1975 in München geborene Künstler Benjamin de Burca.

## Schriften (Auswahl)
Schriftenverzeichnis in der Festschrift, 2004, S. 488–493
- Thomas Bourke: Stilbruch als Stilmittel: Studien zur Literatur der Spät- und Nachromantik. Mit besonderer Berücksichtigung von E.T.A. Hoffmann, Lord Byron und Heinrich Heine. Frankfurt am Main: Lang, 1980 ISBN 3-8204-6528-6. Dissertation München 1977.
- Zwei Paddies entdecken Bayern. Eine wahre Geschichte, in: irland journal, 1996
- The Austrian Anschluss in History and Literature. Galway: Arlen House, 2000
- (Hrsg.): "Poor green Erin": German Travel Writers’ Narratives on Ireland from before the 1798 Rising to after the Great Famine: Texts. Herausgegeben, übersetzt und annotiert von Eoin Bourke. Frankfurt am Main: Lang, 2011 ISBN 978-3-631-61369-6

Übersetzungen
- mit Eva Bourke (Hrsg.): Hundsrose. Neue irische Gedichte. Übersetzung Friedrich Michael Dannenbauer. Augsburg: Maro, 1985 ISBN 9783875120615
- mit Eva Bourke (Hrsg.): Mit grüner Tinte / With Green Ink. contemporary Irish poetry. Bamberg: Collibri, 1996